# Karl Friedrich II. (Württemberg-Oels)

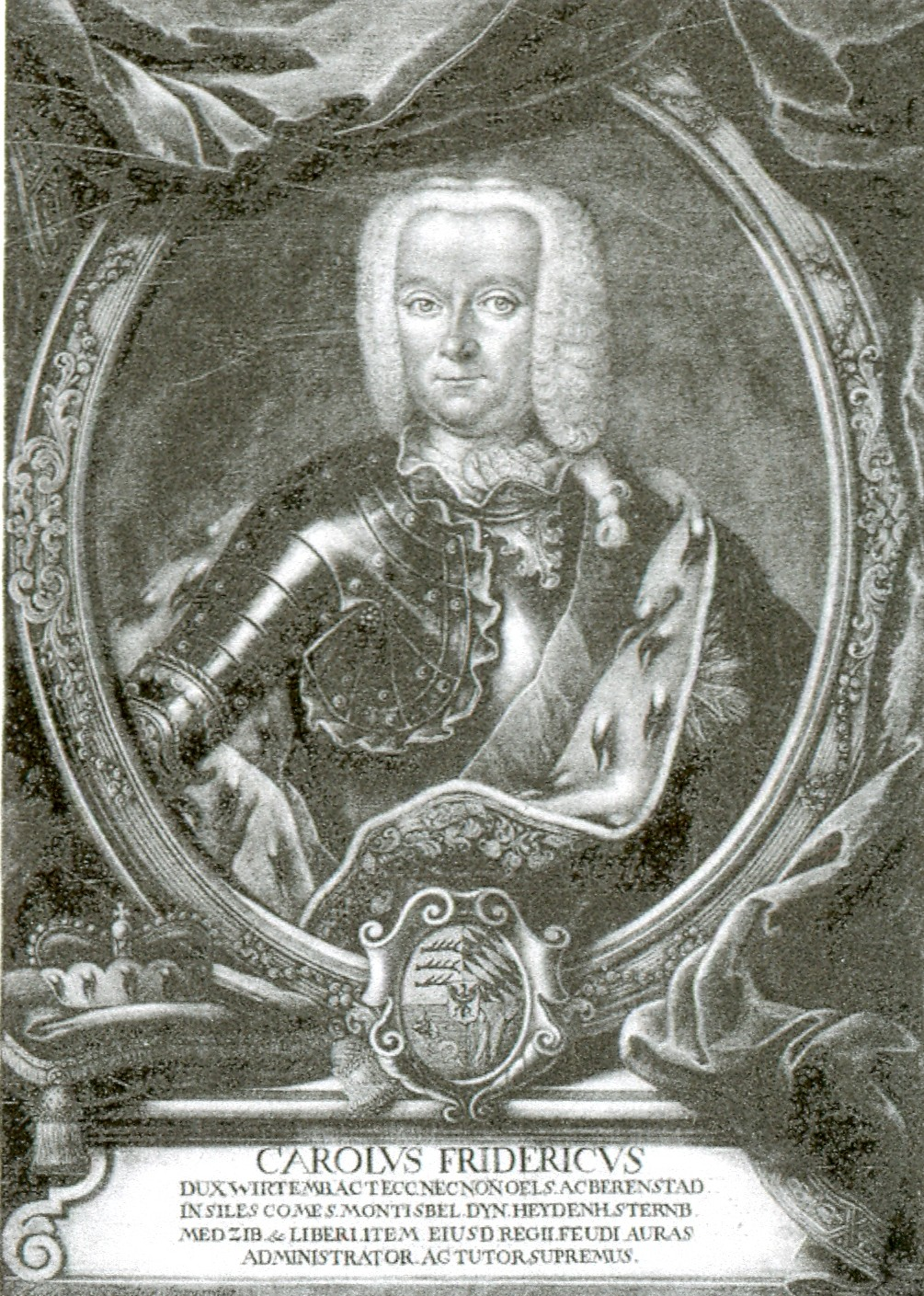
Herzog Karl Friedrich von Württemberg-Oels

Karl Friedrich II. von Württemberg-Oels (* 7. Februar 1690 in Merseburg; † 14. Dezember 1761 in Oels) war Herzog von Württemberg-Oels und Regent des Herzogtums Württemberg. Seine volle Titulatur lautete: Von Gottes Gnaden, Carl Friderich, Hertzog zu Würtemberg und Teck, auch zu Oels und Bernstadt in Schlesien, Graf zu Mömpelgardt/ Herr zu Heydenheim/ Sternberg/ Medzibohr und des Freyen Königl. Burg-Lehens Auras &c. Administrator und Ober-Vormunder, &c.

## Leben
Karl Friedrich war ein Sohn des Herzogs Christian Ulrich I. von Württemberg-Oels (1652–1704) aus dessen zweiter Ehe mit Prinzessin Sibylle Marie (1667–1693), Tochter des Herzogs Christian I. von Sachsen-Merseburg. Beim Tode seines Vaters noch minderjährig, stand er zunächst unter Vormundschaft und wurde 1707 für volljährig erklärt.
Karl Friedrich vermählte sich am 21. April 1709 in Stuttgart mit Sibylle Charlotte (1690–1735), Tochter des Herzogs Friedrich Ferdinand von Württemberg-Weiltingen. Er schenkte ihr 1712 das Schloss Sibyllenort.
Ab 1738 war er als Vormund des Herzogs Carl Eugen gewählter Regent des Herzogtums Württemberg. Er war damit Nachfolger des Herzogs Carl Rudolf von Württemberg-Neuenstadt, der sein Amt aus Altersgründen niedergelegt hatte. In diese Zeit fiel 1740 der Ausbruch des Österreichischen Erbfolgekrieges und seine Aufnahme in den Weißen Adlerorden. Im Jahr 1742 war Karl Friedrichs Heimat Schlesien nach dem Frieden von Breslau unter preußische Oberhoheit geraten, trotzdem nahm der Regent, wie auch dessen Nachfolger, nicht an diesem Krieg teil. Während Karl Friedrichs Regentschaft wurde das gute Einvernehmen mit den Landständen wiederhergestellt und die Staatsverwaltung deutlich verbessert. In der vormundschaftlichen Regierung wirkten unter anderem Georg Bernhard Bilfinger, Johann Eberhard Georgii und Friedrich August von Hardenberg.
1744 wurde Herzog Carl Eugen von Württemberg im Alter von 16 Jahren von Kaiser Karl VII. für volljährig erklärt, womit Karl Friedrichs Wirken als Administrator in Württemberg endete.
Die Ehe des Herzogs war kinderlos geblieben. Karl Friedrich verzichtete im Jahr 1744 zu Gunsten des Sohnes seines jüngeren Bruders Christian Ulrich, Karl Christian Erdmann, auch auf die Regierung in Oels. Er lebte danach zunächst in Medzibor und schließlich in Oels, wo er 72-jährig starb.